# Silgan Holdings
Die Silgan Holdings ist ein in Connecticut ansässiges amerikanisches Produktionsunternehmen, das Verpackungen für Konsumgüter herstellt.
Es wurde 1987 gegründet und beschäftigt aktuell, mit seinen Tochtergesellschaften, rund 17.000 Mitarbeiter und verfügt über Fabriken in ganz Nordamerika und Europa. Der Hauptsitz des Unternehmens befindet sich in Stamford.

## Geschichte
Silgan wurde 1987 von zwei ehemaligen Managern der Continental Can Company, Phil Silver und Greg Horrigan, gegründet. Der Unternehmensname bildet sich aus ihren Nachnamen.
Nach der Gründung übernahmen Silver und Horrigan in den folgenden Jahren mehrere Wettbewerber und schlossen Verträge mit Del Monte Foods und Nestlé ab und übernahm schließlich deren Verpackungssparten. Laut der New York Times stieg der Marktanteil des Unternehmens von 10 % im Jahr 1987 auf 36 % im Jahr 1995.
Das Unternehmen kaufte 1998 einen Teil eines Konkurrenzunternehmens, der Campbell Soup Company, für 150 Millionen US-Dollar. Diese und weitere Akquisitionen in den 1990er Jahren belasteten das Unternehmen jedoch mit erheblichen Schulden – im September 1997 hatte Silgan so rund 700 Millionen US-Dollar an „langfristigen Schulden“. Im Jahr 2003 streikten einhundert Arbeitnehmer wegen niedriger Löhne und Gesundheitsleistungen, nachdem zuvor Verhandlungen gescheitert waren.
Ende der 2000er Jahre war Silgan jedoch durchweg profitabel. Zwischen 2004 und 2005 stiegen die Gewinne um 3,1 %, ebenso wie die Position des Unternehmens auf der Fortune-500-Liste. Im Jahr 2009 verzeichnete das Unternehmen einen Gewinn von 131,6 Millionen US-Dollar, eine Steigerung von 7,2 % gegenüber 2007, und landete auf Platz 671, was einer Steigerung um fünfzehn Stufen entsprach. Im Jahr 2011 versuchte Silgan, Graham Packaging für 1,3 Milliarden US-Dollar vollständig zu erwerben, wurde jedoch letztendlich von der Reynolds Group Holdings mit einer Zahlung von 1,68 Milliarden US-Dollar überboten.
Im Jahr 2013 war Silgans Marktanteil im Vergleich zu den beiden Vorjahren um 15 % gestiegen, obwohl trotz mehrerer erfolgreicher Übernahmen, darunter Rexams Plastic Thermoformed Food Business für 248,1 Millionen, ein Nachfragerückgang in Europa das Unternehmen vor Herausforderungen stellte. Bis Juli 2013 fielen die Aktien um 0,9 %. Nach Abschluss der Übernahme von Portola Packaging im Oktober 2013 stabilisierten sich die Aktienkurse jedoch und stiegen um 5,1 %.
Im Jahr 2009 reichte die US-amerikanische Equal Employment Opportunity Commission eine Klage gegen Silgan ein, nachdem sie festgestellt hatte, dass das Unternehmen „einem Mitarbeiter, dem drei Finger an seiner linken Hand fehlen, die Beförderung verweigerte und angemessene Vorkehrungen für ihn verweigerte“. Eine Entschädigung in Höhe von 45.000 US-Dollar wurde gefordert. 2010 wurde ebenfalls eine Entschädigung an einen afroamerikanischen Mitarbeiter ausgezahlt, der nach einem Urteil der Equal Employment Opportunity Commission aus rassistischen Gründen gekündigt worden und außerdem „einer ungleichen und diskriminierenden Behandlung ausgesetzt“ worden war. Es folgten im Mai 2010 weitere Streiks der Belegschaft wegen der Löhne und Arbeitsbedingungen.
Im März 2011 übernahm Silgan Holdings das Lebensmitteldosengeschäft der Vogel & Noot Holding AG mit Sitz in Wien, die im Jahr 2010 zwölf Produktionsstätten für Lebensmitteldosen in ganz Mittel- und Osteuropa betrieb und einen Umsatz von rund 250 Millionen Euro erwirtschaftet hatte. Im Januar 2017 schloss Silgan eine Vereinbarung zur Übernahme des Heim-, Gesundheits- und Schönheitsgeschäfts von WestRock für 1,025 Milliarden US-Dollar.

## Unternehmen

### Standorte im deutschsprachigen Raum
- Silgan White Cap Manufacturing GmbH, Hannover (257 Mitarbeiter)[4]
- Silgan Metal Packaging Meissen GmbH, Meißen (148 Mitarbeiter)[5]
- Silgan Metal Packaging Leipzig GmbH, Leipzig (75 Mitarbeiter)[6]
- Silgan Dispensing Systems Hemer GmbH, Hemer
- Silgan Metal Packaging Mitterdorf GmbH, Mitterdorf (Österreich)

## Produkte
Silgan stellt Verpackungen aus Kunststoff und Metall, hauptsächlich allerdings Konservendosen her. Zu den Kunden gehören bekannte amerikanische Marken wie Campbell’s Soup, Del Monte Fruits and Vegetables, Listerine und Friskies.